# قلعه (آوج)
قلعه، روستایی از توابع بخش مرکزی شهرستان آوج در استان قزوین ایران است.

## جمعیت
این روستا در دهستان حصار ولیعصر قرار دارد و براساس سرشماری مرکز آمار ایران در سال ۱۳۸۵، جمعیت آن ۱۴۹ نفر (۴۲خانوار) بوده‌است مردمانش به زبان ترکی آذربایجانی سخن میگویند شیعه مذهب هستند.